# Eicherscheid (Simmerath)
Eicherscheid is een plaats in de Duitse gemeente Simmerath, deelstaat Noordrijn-Westfalen.

## Geschiedenis
Men heeft resten van een Romeins houthakkerskamp gevonden van 200-300 n. Chr. Omstreeks 1400 werd het huidige dorp gesticht. In 1668 werd de eerste kerk gebouwd. De huidige kerk is van 1933.
In 1972 werd Eicherscheid onderdeel van de fusiegemeente Simmerath.

## Bezienswaardigheden
- Sint-Luciakerk van 1933, het onderste deel van de toren is dat van de kerk van 1668, waarvan het overige deel in 1924 werd gesloopt.
- Dorpslinde van ongeveer 400 jaar oud.
- Diverse monumentale vakwerkhuizen.

## Natuur en landschap
Eicherscheid ligt in de Eifel op een hoogte van 550 meter.

## Nabijgelegen kernen
Hammer, Simmerath, Imgenbroich, Konzen
Dedenborn · Eicherscheid · Einruhr · Erkensruhr · Hammer · Hirschrott · Huppenbroich · Kesternich · Lammersdorf · Paustenbach · Rollesbroich · Rurberg · Simmerath · Steckenborn · Strauch · Witzerath · Woffelsbach

Stedenregio Aken · Regierungsbezirk Keulen · Noordrijn-Westfalen